# Eumecia johnstoni
Eumecia johnstoni — вид сцинкоподібних ящірок родини сцинкових (Scincidae). Ендемік Малаві. Вид названий на честь британського дослідника Гаррі Гамільтона Джонстона.

## Поширення і екологія
Eumecia johnstoni відомі за типовим зразком, зібраним на плато Ньїка, можливо, в околицях Лівінгстонії.